# Strigamia exul
Strigamia exul är en mångfotingart som först beskrevs av Frederik Vilhelm August Meinert 1886.  Strigamia exul ingår i släktet Strigamia och familjen spoljordkrypare. Inga underarter finns listade i Catalogue of Life.